# Amtsgericht Karlshafen
Das Amtsgericht Karlshafen (ursprünglich: Amtsgericht Carlshafen) war ein preußisches Amtsgericht mit Sitz in Karlshafen.

## Vorgeschichte
In Kurhessen erfolgte 1821 die Trennung der Rechtsprechung von der Verwaltung und für die Rechtsprechung wurden Justizämter, darunter das Justizamt Carlshafen, eingerichtet. Es war dem Obergericht für die Provinz Niederhessen zugeordnet.

## Geschichte
Mit der Annexion Kurhessens durch Preußen 1866 wurden in der neuen Provinz Hessen-Nassau Amtsgerichte eingerichtet. Das Justizamt Carlshafen wurde entsprechend in das Amtsgericht Carlshafen umgewandelt. Es war dem Kreisgericht Kassel zugeordnet. Mit der Einführung der Reichsjustizgesetze entstanden 1879 reichsweit einheitlich Amtsgerichte. Das Amtsgericht Karlshafen behielt damit seinen Namen und erhielt die neuen Funktionen. Es war nun eines der 34 Amtsgerichte im Bezirk des Landgerichtes Kassel. Am Gericht bestand eine Richterstelle. Es war damit ein kleines Amtsgericht im Landgerichtsbezirk. Es wurden Gerichtstage in Trendelburg abgehalten. Sein Gerichtsbezirk umfasste aus dem Kreis Hofgeismar die Stadtbezirke Carlshafen, Helmarshausen und Trendelburg, die Gemeindebezirke Deisel, Friedrichsfeld, Gewissenruh, Gottsbüren, Langenthal, Lippoldsberg, Stammen und Wülmersen und die Gutsbezirke Oberförsterei Carlshafen, Oberförsterei Gottsbüren, Lippoldsberg und Trendelburg.
Das Amtsgericht Karlshafen wurde durch das Zweite Gesetz zur Änderung des Gerichtsorganisationsgesetzes am 1. Juli 1968 aufgehoben.